# Luzula atlantica
Luzula atlantica är en tågväxtart som beskrevs av Braun-blanq. Luzula atlantica ingår i Frylesläktet som ingår i familjen tågväxter. Inga underarter finns listade i Catalogue of Life.